# 多摩御陵前站
多摩御陵前站（日语：／ Tama-goryōmae eki */?）是曾經存在於東京都八王子市長房町，京王帝都電鐵御陵線的已廢棄鐵路車站。

## 年表
- 1931年3月20日，作為京王電氣軌道的車站啟用，最初名為御陵前站。
- 1937年5月1日，改稱多摩御陵前站。
- 1944年5月31日，京王與東京急行電鐵合併後，多摩御陵前站作為御陵線的車站運行。
- 1945年
  - 1月21日，御陵線被指定為不要不急線後，車站變為休止站。
  - 8月2日，美軍空襲八王子（日语：八王子空襲）期間，車站被擊中而焚毀。
- 1948年6月1日，東急與京王帝都電鐵分拆，多摩御陵前站成為京王的車站。
- 1964年11月26日，隨著御陵線山田 - 多摩御陵前路段停止服務，車站正式廢除。